# Liste der Bodendenkmale in Süpplingenburg
In der Liste der Bodendenkmale in Süpplingenburg sind alle Bodendenkmale der niedersächsischen Gemeinde Süpplingenburg aufgelistet. Die Quelle ist der Denkmalatlas Niedersachsen.
- Diese Liste erhebt keinen Anspruch auf Vollständigkeit.
- Die Angaben ersetzen nicht die rechtsverbindliche Auskunft der zuständigen Denkmalschutzbehörde.
- Es sind nur Daten aus dem Denkmalatlas verarbeitet.
- Der Stand der Liste ist der 25. August 2024.

Süpplingenburg im Landkreis Helmstedt

## Allgemein
In den Spalten finden sich folgende Informationen des Bodendenkmales:
| Lage         | geographische Koordinaten                                                           |
| Bezeichnung  | Bezeichnung lt. Denkmalatlas                                                        |
| Beschreibung | Beschreibung lt. Denkmalatlas                                                       |
| ID           | Objekt-ID                                                                           |
| Bild         | Bild, ggf. zusätzlich mit Link zu weiteren Fotos im Medienarchiv Wikimedia Commons. |

## Süpplingenburg
| Lage                         | Bezeichnung                     | Beschreibung | ID       | Bild           |
| ---------------------------- | ------------------------------- | --- | -------- | -------------- |
| 52° 14′ 57″ N, 10° 55′ 12″ O | Süpplingenburg 2, Großsteingrab | Rekonstruktion eines Großsteingrabes. Nachdem beim Pflügen 1977/78 sieben große Steine zutage traten, wurde eine Fläche von ca. 300 m² archäologisch untersucht, wobei weitere sieben Steine und zudem Keramik der Trichterbecherkultur, Feuersteingeräte und Fragmente eines Steinbeils gefunden wurden. Anhand der Scherben konnte das Grab in das Neolithikum datiert werden, außerdem fanden sich Nachbestattungen der jüngeren römischen Kaiserzeit. Heute sind an anderer Stelle nur noch Reste des Großsteingrabes, bestehend aus noch 12 Steinen, vorhanden; eine exakte Rekonstruktion steht noch aus; jetzige L. der „Kammer“ 8 m; jetzige Br. 2,8 m; jetzige H. 0,7 m (Innenmaße). | 28987692 | Weitere Bilder |
| 52° 15′ 55″ N, 10° 55′ 39″ O | Süpplingenburg 1, Heerweg       | Lüneburger Heerweg im südlichen Bereich des Höltegebergs und nordöstlich von Süpplingenburg gelegen, entlang eines Bergsattels mit dem Weißen Berg. | 37653618 | BW             |